# Haploperla longicauda
Haploperla longicauda är en bäcksländeart som beskrevs av Peter Zwick 1977. Haploperla longicauda ingår i släktet Haploperla och familjen blekbäcksländor. Inga underarter finns listade i Catalogue of Life.